# Madre de la Iglesia
Madre de la Iglesia es un título con el que la Iglesia católica honra a la Virgen María, de modo oficial, desde el Concilio Vaticano II. El título ya era usado por San Ambrosio de Milán (338-397), y recientemente usado con más frecuencia por Hugo Rahner, hermano de Karl Rahner. Su Festividad se celebra el Lunes siguiente a Pentecostés conocida como la Coronación de la Virgen, reanudando el Tiempo Ordinario, la cual fue interrumpido por el Tiempo de Cuaresma.

## Ambrosio de Milán y Hugo Rahner
La mariología de Hugo Rahner, siguiendo de cerca a San Ambrosio de Milán, ve a María en su papel de madre dentro de la realidad de la Iglesia. Su interpretación, basada únicamente en San Ambrosio, cuya visión mariológica redescubrió, y junto a los escritores tempranos, influyeron grandemente en el Concilio Vaticano II y sobre Pablo VI que, citando a Ambrosio de Milán, declaró a María “Madre de la Iglesia”. La misma visión han mantenido los Papas Juan Pablo II y Benedicto XVI, este último en específico acreditó la postura de Hugo Rahnrer en este punto. Dice Benedicto: 

El gran logro de Hugo Rahner fue su redescubrimiento en los Padres (de la Iglesia) de la indivisibilidad entre María y la Iglesia.

## Pablo VI
El papa Pablo VI pronunció el título en la clausura de la tercera fase del Concilio el 21 de noviembre de 1964. Del mismo modo que su antiguo predecesor de feliz memoria en la silla episcopal de Milán, Pablo VI usó su mismo lenguaje, llamando a María “Modelo de la Iglesia” en atención a su fe, amor y plena unión con Cristo, su Hijo; y “Madre de la Iglesia” por el hecho de dar a luz a Cristo, Cabeza del Cuerpo místico, que conforma su Iglesia.  La explicación teológica radica en que si ella es verdadera madre de Cristo, que a la vez es Cabeza de la Iglesia; entonces, es también madre de todos los redimidos por Él, o sea,  la Iglesia.

## Juan Pablo II

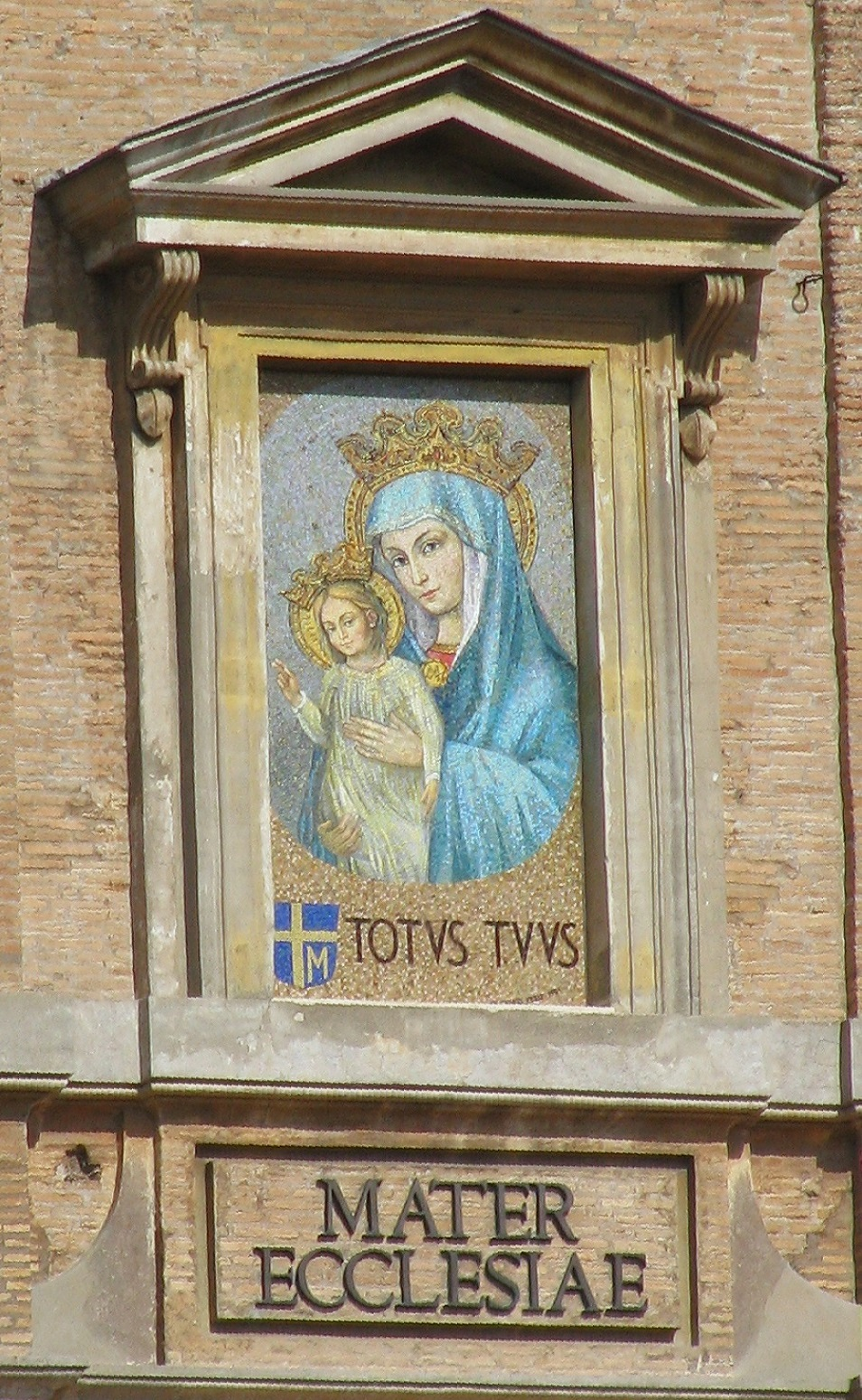
Mosaico de Maria Mater Ecclesiae, en la Plaza de San Pedro

En 1980, durante el Congreso Universitario UNIV -un encuentro de universitarios realizado en Roma durante la Semana Santa que nació bajo la inspiración de San Josemaría Escrivá, fundador del Opus Dei- un joven logró decir al Papa que no había encontrado ninguna imagen de la Virgen en la Plaza de San Pedro. De hecho, aunque haya 162 estatuas de santos en la Plaza, ninguna de ellas retrata a la Virgen María. El Papa le contestó "entonces habrá que completar la Plaza". A pedido del Beato Álvaro del Portillo -sucesor de San Josemaría- el arquitecto español Javier Cotelo buscó una solución arquitectónica para la imagen, y se la sugirió al Papa en dos momentos: en julio de 1980 y enero de 1981. El 7 de diciembre de 1981, se instaló un mosaico dedicado a Maria Mater Ecclesiae -Madre de la Iglesia- en una antigua ventana de edificio localizado entre la Plaza de San Pedro y el Cortile de San Damaso, de manera que se la pueda ver desde toda la Plaza. El mosaico fue hecho en el taller de mosaicos del Vaticano. El día siguiente, 8 de diciembre de 1981 -fiesta de la Inmaculada- el papa Juan Pablo II bendijo el mosaico desde su ventana, como la última piedra de la Plaza de San Pedro.
En 1987 el papa Juan Pablo II repitió este título de “Madre de la Iglesia” en su Carta Encíclica Redemptoris Mater y en una audiencia general el 17 de septiembre de 1997. La Encíclica es un extenso y elocuente sumario de mariología moderna.    
Según Juan Pablo II, la Madre del Redentor ocupa un lugar especial en la economía salvífica. La Iglesia católica cree que María apareció en el horizonte de la Historia de la Salvación precediendo a Cristo. De ahí la importancia en el catolicismo del dogma de la Inmaculada Concepción.  

Como enseña el Concilio, con María, «excelsa Hija de Sion», tras larga espera de la promesa, se cumple la plenitud de los tiempos y se inaugura la nueva economía, cuando el Hijo de Dios asumió de ella la naturaleza humana para librar al hombre del pecado mediante los misterios de su carne». Las palabras que Jesús pronuncia desde lo alto de la Cruz significan que la maternidad de su madre encuentra una «nueva» continuación en la Iglesia y a través de la Iglesia, simbolizada y representada por Juan. De este modo, la que como «llena de gracia» ha sido introducida en el misterio de Cristo para ser su Madre, es decir, la Santa Madre de Dios, por medio de la Iglesia permanece en aquel misterio como «la mujer» indicada por el libro del Génesis (3, 15) al comienzo y por el Apocalipsis (12, 1) al final de la historia de la salvación.
Papa Juan Pablo II

## Benedicto XVI
El Papa Benedicto XVI dirige su atención a la relación existente entre la mariología católica y la eclesiología: "A primera vista, dice él, puede parecer accidental que el Concilio tratara la mariología dentro de la eclesiología. Esta relación ayuda a entender lo que la Iglesia es realmente. El teólogo Hugo Rahner mostró que la mariología en su origen era eclesiología. La Iglesia es como María".
La Iglesia es virgen y madre, es inmaculada y lleva el peso de la historia. Ella sufre y es asunta a los cielos. Poco a poco va aprendiendo que María es su espejo, que en ella encuentra su personificación. María, por su parte, no es un ser aislado que se quede en sí misma. Ella va llevando el misterio de la Iglesia.

## Francisco
El Papa Francisco considerando atentamente que la promoción de la devoción puede incrementar el sentido materno de la Iglesia en los Pastores, en los religiosos y en los fieles, así como la genuina piedad mariana, ha establecido que la memoria de la bienaventurada Virgen María, Madre de la Iglesia, sea inscrita en el Calendario Romano el lunes después de Pentecostés y sea celebrada cada año. Esta celebración se ha propuesto para a recordar que el crecimiento de la vida cristiana, debe fundamentarse en el misterio de la Cruz, en la ofrenda de Cristo en el banquete eucarístico, y en la Virgen oferente, Madre del Redentor y de los redimidos.
Desde el 11 de febrero de 2018, fecha en la que se firmó el Decreto por la Congregación para el Culto Divino, esta memoria aparece en todos los Calendarios y Libros litúrgicos para la celebración de la Misa y de la Liturgia de las Horas: los respectivos textos litúrgicos se adjuntan al nombrado decreto y sus traducciones, aprobadas por las Conferencias Episcopales, serán publicadas después de ser confirmadas por este Dicasterio.